# Patricia Adam

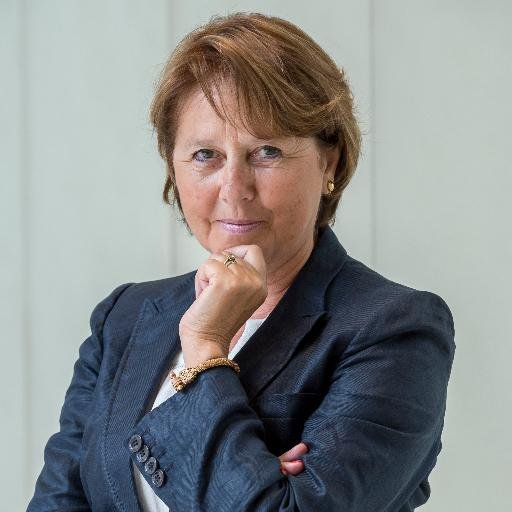
Patricia Adam

Patricia Adam (* 15. April 1953 in Saint-Cloud) ist eine französische Politikerin der Parti socialiste. Sie war von 2002 bis 2017 Abgeordnete der Nationalversammlung.

## Leben
Adam begann ihre berufliche Laufbahn als Sozialarbeiterin in den Pariser Vororten. Seitdem ist sie auch in der Politik als Vertreterin der Interessen von Familien aktiv.
In den 1980er-Jahren zog Adam nach Brest, wo sie 1989 einer Liste des politisch linken Spektrums um Pierre Maille beitrat, der im gleichen Jahr zum Bürgermeister gewählt wurde. In den folgenden Jahren war Adam Gemeinderätin in Brest und stellvertretende Bürgermeisterin, 1995 wurde sie stellvertretende Ortsteil-Bürgermeisterin im Wahlkreis (Kanton) Brest-Saint-Marc.
1998 stieg Adam zur Vizepräsidentin des Generalrates von Finistère für soziale Angelegenheiten (seit 2015: Départementrat) auf, welche Position sie noch bis 2008 innehatte. 2002 trat Adam für den zweiten Wahlkreis von Finistère bei den Parlamentswahlen an und erreichte im zweiten Wahlgang 52,71 Prozent der gültigen Stimmen. Als Abgeordnete setzte sich Adam unter anderem für die Interessen der Region wie Meereskunde und den Umgang mit Agrikultur ein, gleichzeitig positionierte sie sich in Fragen des Familien- und Kinderrechts und der Landesverteidigung. Sie war Mitglied des Ausschusses für Landesverteidigung und Streitkräfte.
Bei den Parlamentswahlen 2007 wurde Adam mit 55,51 Prozent der gültigen Stimmen im zweiten Wahlgang wiedergewählt. 2008 war sie an der Ausarbeitung eines Weißbuchs zur Lage der nationalen Sicherheit beteiligt. Im November 2009 übernahm Adam die Nachfolge von Christophe Béchu als Leiter der Groupement d'intérêt public (GIP) Enfance en danger, einer 2004 gegründeten Institution, die für den Kinderschutz in Frankreich zuständig ist und eine Notrufnummer betreibt.
Bei den Parlamentswahlen 2012 wurde Adam mit 66,84 Prozent der gültigen Stimmen im zweiten Wahlgang erneut in ihrem Amt bestätigt. Anschließend wurde sie von der Nationalversammlung zur Vorsitzenden des Ausschusses für Landesverteidigung und Streitkräfte gewählt. Als erste Frau auf diesem Posten trat sie stets für eine Erhöhung des Verteidigungshaushalts ein, insbesondere durch ihre Beteiligung an dem für die Ausarbeitung des Weißbuchs 2013 zuständigen Ausschuss. Auf ihre Forderungen hin wurde 2015 der Verteidigungshaushalt erhöht.
Bei den Parlamentswahlen 2017 verpasste Adam mit 14,10 Prozent der gültigen Stimmen im ersten Wahlgang die Stichwahl, statt ihrer zog Jean-Jacques Bridey in die Nationalversammlung ein. Adams Zeit als Abgeordnete endete am 20. Juni 2017.